# Diapterna pinguella
Diapterna pinguella är en skalbaggsart som beskrevs av Brown 1929. Diapterna pinguella ingår i släktet Diapterna och familjen Aphodiidae. Inga underarter finns listade i Catalogue of Life.